# Kobieta bezwstydna
Kobieta bezwstydna (ang. A Woman of the World) – amerykański film niemy z 1925.

## Opis fabuły
Europejska hrabina odwiedza Stany Zjednoczone, gdzie wyniesiona z jej kontynentu wolność zderza się z moralnością małego amerykańskiego miasteczka. Pali papierosy w miejscu publicznym i nosi jaskrawy makijaż. Prokurator nie zatrzyma się przed niczym, aby wyrzucić ją z miasta, co próbuje czynić na wiele sposobów.

## Obsada
- Pola Negri – Hrabina Elenora
- Holmes Herbert – Richard Granger
- Charles Emmett Mack – Gareth Johns
- Chester Conklin – Sam Poore
- Dot Farley – Mrs. Baerbauer
- Blanche Mehaffey – Lennie Porter
- Guy Oliver – Judge Porter
- Lucille Ward – Lou Poore
- Dorothea Wolbert – Annie